# Masters de Montecarlo 2010
El Montecarlo Rolex Masters 2010 fue un torneo de tenis masculino que se jugó del 10 al 18 de abril de 2010 sobre polvo de ladrillo. Fue la 104.ª edición del llamado Masters de Montecarlo, patrocinado por Rolex por segunda vez. Tuvo lugar en Montecarlo Country Club en Roquebrune-Cap-Martin, Francia, cerca de Montecarlo, Mónaco.

## Campeones

### Individuales
Rafael Nadal vence a  Fernando Verdasco 6-0, 6-1

### Dobles
Daniel Nestor /  Nenad Zimonjić vencen a  Mahesh Bhupathi /  Max Mirnyi 6-3, 2-0, ret.
| Predecesor: Montecarlo 2009 | Masters de Montecarlo 2010 | Sucesor: Montecarlo 2011 |
| Predecesor: Miami 2010      | ATP Masters Series 2010    | Sucesor: Roma 2010       |